# جون هويل (لاعب كرة قدم أمريكية أمريكي)
جون هويل (بالإنجليزية: John Howell)‏ هو لاعب كرة قدم أمريكية أمريكي، ولد في 28 أبريل 1978 في نورث بلات في الولايات المتحدة.

## وصلات خارجية
- جون هويل على موقع مرجع كرة القدم المحترفة.كوم (الإنجليزية)